# Tifón Hagibis
El tifón Hagibis o supertifón Hagibis (designación internacional: 1919, designación del Centro Conjunto de Advertencia de Tifones: 20W) fue un poderoso ciclón tropical de categoría 5 equivalente a un supertifón que tocó tierra en la región de Kantō de Japón y el segundo ciclón tropical más intenso en el mundo de 2020. Hagibis fue la decimonovena tormenta nombrada, el noveno tifón y el tercer súper tifón de la ligeramente activa temporada de tifones en el Pacífico de 2019. Los orígenes de Hagibis se formó a partir de una perturbación tropical el 2 de octubre, localizada al norte de las Islas Marshall. Al día siguiente, el Centro Conjunto de Advertencia de Tifones (JTWC) emitió una Alerta de Formación de Ciclón Tropical. El 4 de octubre, tanto el Centro Conjunto de Advertencia de Tifones como la Agencia Meteorológica de Japón comenzaron a emitir avisos sobre la depresión tropical asignada como 20W.

## Historia meteorológica

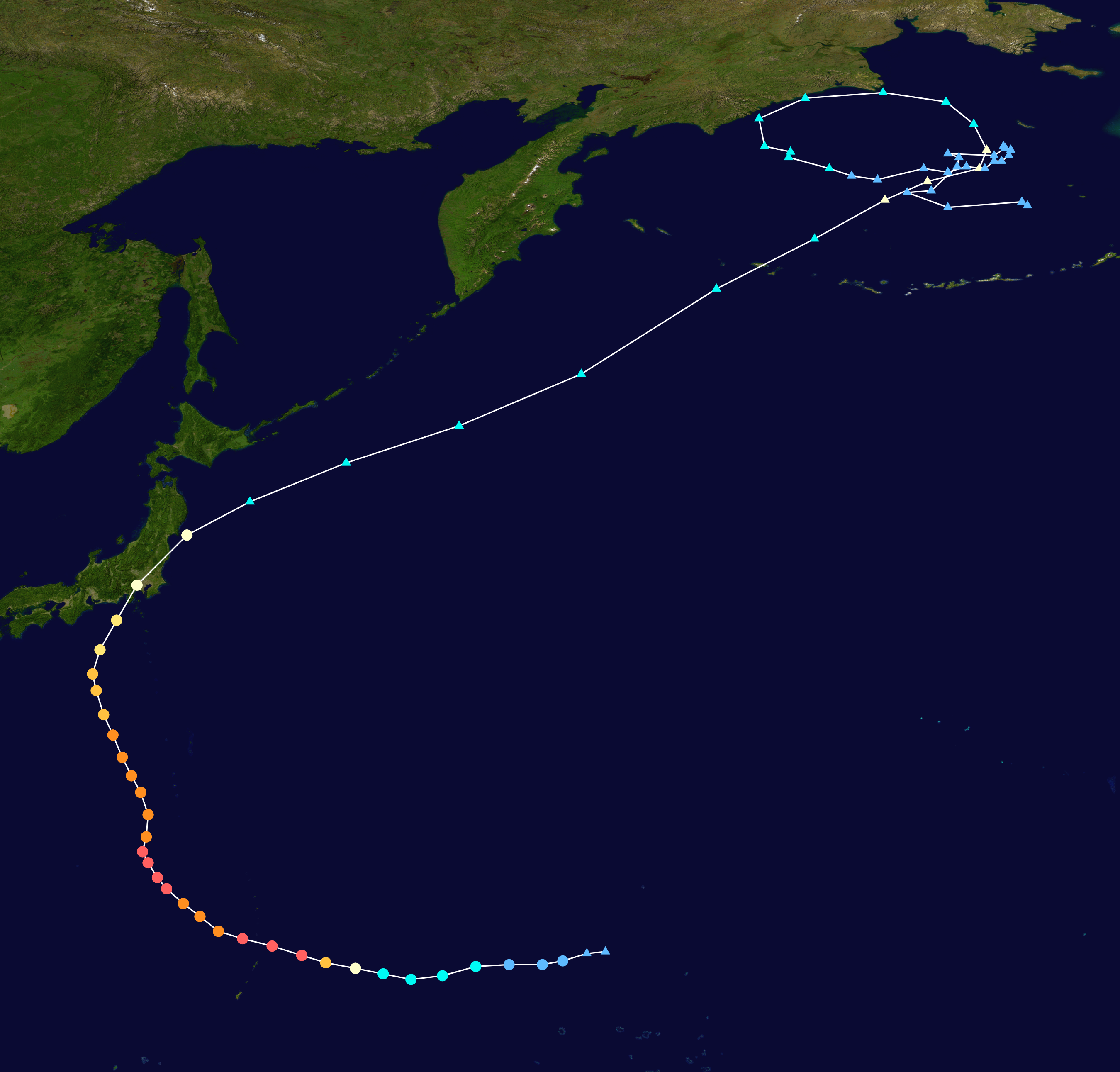
Mapa que traza la trayectoria y la intensidad de la tormenta, de acuerdo con la escala de huracanes de Saffir-Simpson

Los orígenes de Hagibis se formó a partir de una perturbación tropical el 2 de octubre, localizada al norte de las Islas Marshall. Al día siguiente, el Centro Conjunto de Advertencia de Tifones (JTWC) emitió una Alerta de Formación de Ciclón Tropical. El 4 de octubre, tanto el Centro Conjunto de Advertencia de Tifones como la Agencia Meteorológica de Japón comenzaron a emitir avisos sobre la depresión tropical asignada como 20W. El 5 de octubre, la depresión se intensificó rápidamente en una tormenta tropical, y la JMA le dio el nombre de "Hagibis". Las temperaturas de la superficie del mar y la baja cizalladura del viento permitieron que Hagibis se fortaleciera aún más, y el 6 de octubre, Hagibis se convirtió en una tormenta tropical severa. 

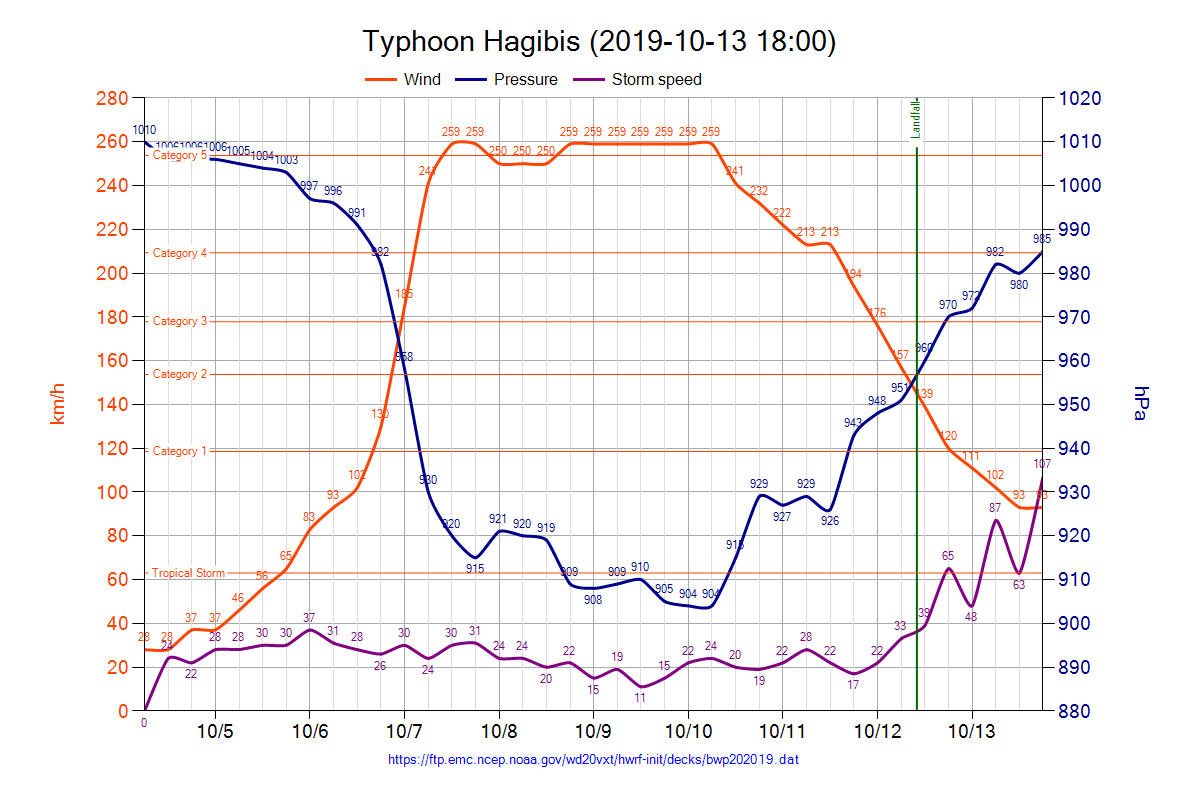

El 7 de octubre, mientras continuaba moviéndose hacia el oeste, Hagibis se intensificó explosivamente y se convirtió en un súper tifón en solo unas pocas horas, desarrollando un ojo de alfiler. A medida que se acercaba a las áreas deshabitadas de las Islas Marianas, una fuerte actividad convectiva como resultado de condiciones extremadamente favorables vio a Hagibis convertirse en un súper tifón equivalente a la categoría 5 muy poderoso en la escala de huracanes de Saffir-Simpson, con velocidades de viento sostenidas de un minuto de duración. 260 km/h (160 mph). El Servicio Meteorológico Nacional también comenzó a emitir avisos para sus áreas de responsabilidad, con un aviso de tifón emitido para Garapan y Tinian, y avisos de tormenta tropical emitidos para Sinapalo y Hagåtña. Hagibis pasó sobre las Islas Marianas a las 15:30 UTC del 7 de octubre a una intensidad máxima, con vientos sostenidos de 10 minutos de 195 km/h (120 mph) y una presión central de 915 hPa (27.02 inHg). Después de pasar las Islas Marianas, Hagibis comenzó un ciclo de reemplazo de la pared del ojo, lo que provocó que terminara la fase de intensificación rápida. A medida que la pared del ojo principal comenzó a erosionarse, el Centro Conjunto de Advertencia de Tifones degradó ligeramente el sistema a un sistema de categoría 4 de alta gama a las 00:00 UTC del 8 de octubre. Varias horas después, Hagibis se intensificó en un sistema equivalente de categoría 5 al completar el ciclo de reemplazo de la pared del ojo. Hagibis comenzó a debilitarse el 10 de octubre.

## Preparaciones

### Japón

#### Copa Mundial de Rugby de 2019
Para preservar la salud de los participantes se suspendieron tres partidos y dejando el marcador como 0:0, estos partidos fueron los siguientes: Nueva Zelanda contra Italia, Inglaterra contra Francia y Namibia contra Canadá.

#### Gran Premio de Japón de 2019
La tercera sesión de entrenamientos libres y la clasificación fueron suspendidas debido a la amenaza del tifón Hagibis. La clasificación fue programada para disputarse el domingo a las 10:00 hora local (UTC +9).

## Impacto

### Guam e Islas Marianas
Las islas Marianas fueron vistos por el tifón Hagibis. El gobernador interino Arnold Palacios comenzó a dar señales "claras" basadas en información del Servicio Meteorológico Nacional y el Centro de Operaciones de Emergencia de CNMI. Las comunidades han estado limpiando escombros y todos los centros de evacuación ahora están cerrados. La mayoría de los servicios públicos han sido restaurados y las empresas han estado reabriendo.